# وباء الكوليرا الثالث

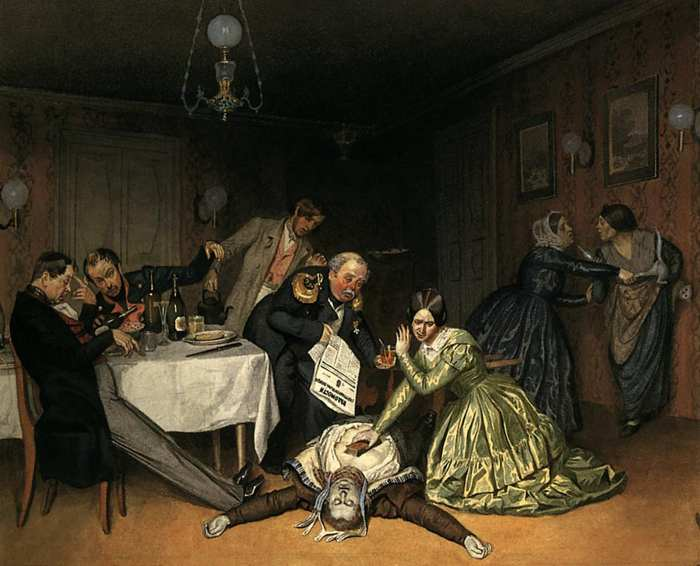
لوحه تصور وفاة أحد الأشخاص بسبب وباء الكوليرا عام 1848.

وقع وباء الكوليرا الثالث في الفترة 1852-1860 ويعتبر ثالث تفشي لوباء الكوليرا ولقد نشأ في الهند في القرن التاسع عشر ولقد إنتشر بشكل كبير. بسبب الكوليرا توفي في روسيا أكثر من مليون شخص. بين عامي 1853 - 1954، ادى تفشي وباء الكوليرا في لندن إلى مصرع أكثر من 10 الاف شخص، و23 الف حالة وفاة في بريطانيا العظمى. يعتبر وباء الكوليرا الثالث أضخم وباء من حيث عدد من الوفيات في القرن التاسع عشر.
مثل الأوبئة السابقة، انتشر وباء الكوليرا من منطقة دلتا الغانج في الهند. تم تسجيل وفيات عالية بين السكان في آسيا وأوروبا وأفريقيا وأمريكا الشمالية. يعتبر عام 1854 أسوأ عام، فلقد توفي حوالي 23,000 شخص في بريطانيا العظمى.
في عام 1854 استطاع الطبيب البريطاني جون سنو، الذي كان يعمل في منطقة فقيرة في لندن ولقد إستنتج أن المياه الملوثة تعتبر عامل لنقل المرض. بعد تفشي وباء الكوليرا في عام 1854، قام الطبيب جون بتعيين حالات الكوليرا في منطقة سوهو في لندن، وأشار إلى مجموعة من الحالات بالقرب من مضخة مياه في أحد الأحياء. أقنع الطبيب جون المسؤولين بإزالة مقبض المضخة لاختبار نظريته ولقد انخفض عدد حالات الكوليرا في المنطقة على الفور. ساعد عمله في النهاية على السيطرة على الوباء وبسبب عمله هذا أطلق عليه لقب أب علم الأوبئة.